# Керолайн Кепнес
Керолайн Кепнес (англ. Caroline Kepnes; нар. 10 листопада 1976) — американська письменниця,  сценаристка, авторка і колишня репортерка розважальних програм. Авторка серії романів «Ти», що складається з романів «Ти» (2014), «Приховані тіла» (2016), «Ти любиш мене» (2021) і «Для тебе і лише для тебе» (2023), авторка сценарію однойменної екранізації від Lifetime / Netflix, а також окремого роману «Провидіння» (2018).

## Кар'єра
Кепнес народилася у листопаді 1976 року на Кейп-Коді, штат Массачусетс. Її батько був євреєм, і Кепнес називає себе «напівєврейкою». У роки свого становлення вона навчалася у середній школі Barnstable. Після закінчення школи почала навчання в університеті Брауна. Пізніше здобула ступінь бакалавра з американської цивілізації та працювала репортеркою розважальних програм для Entertainment Weekly.
В інтерв’ю Boston Globe Кепнес сказала, що її першою оплачуваною письменницькою роботою була стаття про бойз-бенди для журналу Tiger Beat.  Окрім роботи сценаристкою, вона зіграла роль персонажки другого плану в телесеріалі The $treet.
2014 року Кепнес випустила перший роман із серії трилерів «Ти». Кепнес пояснила тематику роману «Ти», який деконструює тропи романтичних комедій, поширені у фільмах і серіалах, перетворюючи головного героя на жорстокого переслідувача й серійного вбивцю. За її словами, книжка була написана у важкий період її життя — в рік, коли її батько помер від раку, і коли вона зіткнулася з низкою інших особистих випробувань. Пізніше Кепнес спочатку вагалася, чи варто називати Джо серійним убивцею, адже деякі читачі стверджували, що його дії підпадають під це визначення. Потім авторка пояснила свою позицію з цього приводу, зазначивши «я пам’ятаю, як написала «Ти», і хтось вперше назвав Джо серійним вбивцею. Я стверджувала, що «він не серійний вбивця, він зустрічається з цими жахливими людьми й має такі жахливі думки, але він дуже чутливий». Дуже дивно усвідомлювати, що ти написала про серійного вбивцю».
У лютому 2015 року було оголошено, що Ґреґ Берланті та Сера Ґембл розроблять телевізійний серіал за мотивами роману на Showtime. Через два роки було оголошено, що серіал придбала компанія Lifetime і розпочала прискорене розроблення.  Прем’єра телесеріалу «Ти» відбулася 9 вересня 2018 року. 26 липня 2018 року, напередодні прем'єри серіалу, Lifetime оголосили, що серіал продовжено на другий сезон. 3 грудня 2018 року було підтверджено, що Lifetime передали другий сезон і що Netflix підібрав серіал. Другий сезон вийшов  ексклюзивно на Netflix 26 грудня 2019 року. 14 січня 2020 року Netflix продовжили третій сезон «Ти». Третій сезон вийшов 15 жовтня 2021 року. У жовтні 2021 року напередодні прем’єри третього сезону серіал продовжили на четвертий сезон.
2016 року Кепнес опублікувала продовження роману «Ти» —«Приховані тіла».  Його вільно адаптували у другому сезоні трилер-серіалу Netflix «Ти». Для роману «Приховані тіла» Кепнес думала про потенційний напрямок ще до його концепції, заявивши: «Ще навіть не закінчивши першу книгу, я знала, якою буде моя друга. Я хотіла десь зловити Джо».
Її третій роман «Провидіння», що вийшов 2018 року, описують як романтичний трилер із надприродними аспектами.    Елісон Флуд у рецензії, яку опублікували The Guardian, написала: «Роман «Провидіння»  захоплює, і Кепнес надає іноді пронизливі роздуми про маленькі, дивні, сумні деталі, які складають життя, хоча й не досягає тих глибоких, темних задоволень, які були у «Ти»». Як написала Шеріл Вассенаар в рецензії для журналу Cultures, роман «нагадує щось таке ніби, скажімо, Декстер зустрів Г.Ф. Лавкрафта».  У січні 2021 року було оголошено, що Ґреґ Берланті та Сера Ґембл возз’єднаються для розробки телевізійного серіалу за мотивами роману для телекомпанії Peacock.
Третій роман і продовження  роману «Приховані тіла» — роман «Ти любиш мене» вийшов 6 квітня 2021 року. Кепнес опублікувала четвертий роман із серії «Ти» — «Для тебе і лише для тебе: роман Джо Ґолдберґа», який вийшов 25 квітня 2023 року.

### Книжки поза серіями
- Стівен Крейн (2004)
- Провидіння (2018)

## Інші роботи

### Телебачення
- Ти (2018 – дотепер, сценаристка) 
  - 1.08 – серія «You Got Me, Babe» (сценаристка) (28 жовтня 2018)
- Таємне життя американського підлітка (штатна сценаристка - 3 епізоди, 2008 - 2009)
  - Народжений вільним (сценаристка) 20 липня 2009 р.
  - Гроші за ніщо, пташенята безплатно (сценаристка) 23 лютого 2009 р.
  - Просто скажи ні (сценаристка) 9 вересня 2008 р.
- 7th Heaven (штатна сценаристка - 2 епізоди, 2006–2007)
  - Сценарій номер двісті тридцять чотири (сценаристка) 21 січня 2007 р.
  - Turn, Turn, Turn (сценаристка) 25 вересня 2006 р.

## Переклади українською
2024 року у видавництві «Віват» вийшов український переклад першої книжки із трилогії «Ти» — «Ти. Книга 1». Перекладачка — Віра Акімова.